# Đa đa (chim)
Đa đa (Francolinus pintadeanus), còn gọi là gà gô, là loài chim thuộc họ Trĩ. Loài chim đa đa phân bố ở Campuchia, Trung Quốc, Ấn Độ, Lào, Myanma, Philippin, Thái Lan và Việt Nam. Môi trường sống tự nhiên của chim đa đa là các khu rừng khô cận nhiệt đới hoặc nhiệt đới và rừng nhiệt đới ẩm thấp.

## Mô tả
Chiều dài chim trung bình là 30–34 cm (12–13 in) và cân nặng 280–400 g (9,9–14,1 oz). Con mái nhỏ hơn con trống một chút.

## Hình ảnh

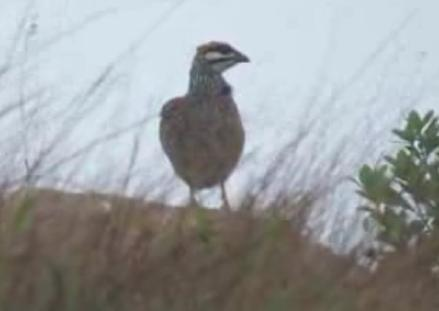